# Libelle (Schiff, 1902)
Die Libelle war ein Boot der deutschen Kolonialverwaltung von Kamerun und Teil der Gouvernements-Flottille.

## Geschichte
Die Libelle wurde 1902 in Hamburg als Kajütboot in Kutterform gebaut. Sie bestand aus Eichen- und Teakholz, das mit Kupferplatten versehen war. Die Kajüte befand sich etwa mittschiffs und war drei Meter lang. Vorne besaß das Boot einen Laderaum über dem ein kleines Promenadendeck lag. Achtern befand sich ein offener Sitzraum und eine Schleppvorrichtung. Die Libelle hatte einen Capitaine-Petrolmotor mit einer Leistung von 14 PS, der eine dreiflügelige Umsteuerschraube antrieb. Der Kraftstoffverbrauch betrug etwa 400 Gramm Petroleum pro Stunde bei hoher Fahrt. Benannt war das Boot nach Libellen aus der Klasse der Insekten, die in allen afrikanischen Kolonien Deutschlands einschließlich Kamerun heimisch waren.
Am 5. März 1902 wurde die Libelle als Inspektionsboot des Kaiserlichen Gouvernements von Kamerun nach erfolgreicher Probefahrt in Hamburg behördlich abgenommen. Danach wurde sie mit dem Handelsschiff Alexandra Woermann nach Duala transportiert. Die Libelle war später ein Schwesterschiff der 1906 gebauten Wuri.
Über den weiteren Verbleib der Libelle ist nichts bekannt.